# ISO 3166-2:PA
ISO 3166-2:PA est l'entrée pour le Panama dans l'ISO 3166-2, qui fait partie du standard ISO 3166, publié par l'Organisation internationale de normalisation (ISO), et qui définit des codes pour les noms des principales administration territoriales (e.g. provinces ou États fédérés) pour tous les pays ayant un code ISO 3166-1.

## Provinces (10) et régions indigènes (4)
Les noms des subdivisions sont listés selon l'usage de la norme ISO 3166-2, publiée par l'agence de maintenance de l'ISO 3166.
En italique les comarques indigènes
```
PA-1
 
Bocas del Toro

PA-4
 
Chiriquí

PA-2
 
Coclé

PA-3
 
Colón

PA-5
 
Darién

PA-EM
 
Emberá

PA-KY
 
Guna Yala
 , variante locale Kuna Yala

PA-6
 
Herrera

PA-7
 
Los Santos

PA-NT
 
Naso Tjër Di

PA-NB
 
Ngöbe-Buglé

PA-8
 
Panamá

PA-10
 
Panamá Oeste

PA-9
 
Veraguas
```

Historique des changements
- 30 juin 2010 : Mise à jour résultant de la réalité du découpage administratif. Mise à jour de la liste source.
- 3 novembre 2014 : Ajout d'une province PA-10; mise à jour de la Liste Source
- 23 novembre 2017 : Modification du nom de la subdivision de PA-KY; ajout d’une variation locale pour PA-KY, mise à jour de la Liste Source
- 25 novembre 2021 : Ajout d'une région indigène PA-NT; Mise à jour de la Liste Source